# Statisk testning
Statisk testning är den form av programvarutestning där källkod, krav, testfall eller beskrivande dokumentation granskas, till skillnad från dynamisk testning där programvaran exekveras.
Metoderna sträcker sig från formella som inspektion till mindre formella som teknisk granskning, genomgång och kodgranskning.
För kodgranskning kallas metoden också strukturell testning (white-box).
Viss form av strukturell testning kan utföras automatiskt av kompilator och kodgranskningsverktyg.
Fördelarna med statisk testning är att den kan utföras innan själva programmet är körbart, och att man kan hitta fel, exempelvis i ett krav, som annars kanske hade sipprat igenom till den slutliga produkten.